# Нижнезольский
Нижнезо́льский — посёлок в составе Георгиевского района (городского округа) Ставропольского края Российской Федерации.

## Варианты названия
- Госптицефабрика,
- Посёлок Госптицефабрики[2].

## География
Расстояние до краевого центра: 167 км.
Расстояние до районного центра: 14 км.

## История
Основан 7 ноября 1936 года.
В 1972 году Указом Президиума ВС РСФСР посёлок Госптицефабрики переименован в Нижнезольский.
До 2017 года посёлок входил в упразднённый Урухский сельсовет.

## Население
| 1989 | 2002  | 2010  | 2014  | 2021  | 2023  |
| ---- | ----- | ----- | ----- | ----- | ----- |
| 1256 | ↗1296 | ↘1209 | ↘1200 | ↘1081 | ↗1100 |

По данным переписи 2002 года, 94 % населения — русские.

## Инфраструктура
- Медобслуживание осуществляет фельдшерско-акушерский пункт[12].
- Дом культуры. Открыт 20 ноября 1961 года[13]
- В северо-западной границе посёлка вблизи жилой застройки расположено открытое кладбище площадью 32 тыс. м²[14].

## Образование
- Детский сад № 25 «Росток». Открыт 26 апреля 1964 года[15]
- Средняя общеобразовательная школа № 19. Открыта 1 сентября 1950 года как восьмилетняя общеобразовательная школа № 25[16]
- Детский дом (смешанный) № 7